# Mindaugas Bastys
Mindaugas Bastys (ur. 29 stycznia 1965 w Joginiškiai w rejonie szakowskim) – litewski polityk, zootechnik, poseł na Sejm.

## Życiorys
W 1990 ukończył studia z zakresu zootechniki w Litewskiej Akademii Weterynaryjnej. W 2006 doktoryzował się na Litewskim Uniwersytecie Rolniczym. W latach 90. pracował w przedsiębiorstwach rolnych i przemysłowych, w latach 1998–2001 wykładał na Litewskiej Akademii Rolniczej.
Był działaczem Litewskiej Demokratycznej Partii Pracy, wraz z tym ugrupowaniem przystąpił w 2001 do Litewskiej Partii Socjaldemokratycznej. W 2000, 2003 i 2007 uzyskiwał mandat radnego rejonu szakowskiego. W wyborach parlamentarnych z 2000 po raz pierwszy został wybrany do Sejmu z ramienia lewicowej koalicji Algirdasa Brazauskasa. Pełnił funkcję obserwatora w Parlamencie Europejskim, a po akcesie Litwy do Unii Europejskiej formalnie od maja do lipca 2004 sprawował mandat eurodeputowanego V kadencji. W latach 2005–2006 był doradcą ministra rolnictwa, następnie do 2008 doradcą premiera. W wyniku wyborów parlamentarnych w 2008 po czteroletniej przerwie powrócił do Sejmu jako kandydat z ramienia LSDP. W 2012 i 2016 uzyskiwał reelekcję na kolejne kadencje.
W grudniu 2017 Sąd Konstytucyjny uznał, że polityk naruszył normy konstytucyjne, nie ujawniając swoich kontaktów z byłym pracownikiem KGB. W marcu 2018 w Sejmie wniosek o pozbawienie go mandatu nie został poparty przez wymaganą liczbę posłów. Mindaugas Bastys w tym samym miesiącu sam jednak zrezygnował z zasiadania w parlamencie. We wrześniu próbował odzyskać miejsce w parlamencie, kandydując w wyborach uzupełniających; przegrał jednak w drugiej turze głosowania z kandydatką konserwatystów. Ponownie wystartował do Sejmu w 2024.